# حسن ارسنجانی
حسن ارسنجانی (۶ امرداد ۱۳۰۱ تهران – ۱۱ خرداد ۱۳۴۸)، روزنامه‌نگار، مدیر روزنامهٔ (داریا) وکیل دادگستری، منتخب مردم در مجلس پانزدهم (عدم تصویب اعتبارنامه نمایندگی)  معاون (۴ روزه) نخست‌وزیر، لیدر جمعیت آزادی، وزیر کشاورزی، عامل اصلی برنامهٔ اصلاحات ارضی در ایران و سفیر ایران در ایتالیا بود.

## خانواده و تحصیلات
پدرش سید محمدحسین ارسنجانی روحانی اهل ارسنجان فارس بود که در جوانی به اتفاق خانواده همراه با نیروهای بختیاری جهت اعاده مشروطیت به تهران مهاجرت کرد. حسن دورهٔ ابتدائی را در دبستان پهلوی، دبیرستان را در دبیرستان‌های دارالفنون و سن لویی به پایان رساند.
ارسنجانی در سن هجده سالگی کتاب نامه‌های ایرانی منتسکیو را به فارسی ترجمه کرد. در دانشکده حقوق دانشگاه تهران ادامه تحصیل داد و همزمان با تحصیل در بانک کشاورزی مشغول به کار شد. در نوزده سالگی مسئول تهیه طرح تعاونی‌های روستایی شد و پس از تأسیس این تعاونی‌ها مدتی ریاست آن را برعهده گرفت.
در این میان در سوم شهریور ۱۳۲۰ ایران به اشغال نیروهای متفقین درآمد. ارسنجانی به گفته خودش همراه با برادرش به اداره نظام‌وظیفه مراجعه کرد و داوطلب اعزام به جنگ شد اما همان زمان، ارتش فرمان مرخص کردن سربازان را داد.
ارسنجانی در یک محیط (خانوادگی) کشاورز -بازاری پرورش یافته بود- پدر و برادر بزرگ تر او کشاورز بودند و مادرش به خانواده ای بازرگان تعلق داشت- محیط تربیتی در او نفرت از فئودالیسم و تحسین دهقانان را ایجاد کرده بود. 

## روزنامه‌نگاری و فعالیت سیاسی
با باز شدن فضای سیاسی ایران در پی کناره‌گیری رضا شاه از سلطنت، ارسنجانی از کار در بانک کشاورزی دست کشید و نوشتن مقاله در مطبوعات را شروع کرد. او در آغاز مقاله‌هایش را در روزنامه‌های نبرد و ایران ما با نام مستعار شیخ حسن محلاتی می‌نوشت. ارسنجانی مقالات تندی علیه اقدامات متفقین در ایران می‌نوشت اما از تابستان ۱۳۲۲ در مقالات خود در این روزنامه خواهان پیوستن ایران به متفقین و اعلام جنگ به آلمان شد.
ارسنجانی در کنار روزنامه‌نگاری با پیوستن به حزب پیکار به فعالیت سیاسی نیز پرداخت. در سالهای ۱۳۲۳ و ۲۴ که دانشجوی حقوق بود مقالات زنده و جانداری به طرفداری از قوام‌السلطنه می‌نوشت. سپس امتیاز روزنامه داریا را گرفت و به انتشار آن پرداخت.در همان دوران به طرفداری از رعایا و دهقانان و علیه ظلم و تجاوز مالکان به حقوق آنان مقالات تند و آتشین می‌نوشت. او بخشی از آپارتمانی را که به عنوان دفتر روزنامه اجاره کرده بود، به پیشه‌وری اجاره داد و پیشه‌وری تا زمانی که در تهران بود، روزنامه آژیر را از همین دفتر مشترک با ارسنجانی منتشر می‌کرد.
در سال ۱۳۲۲ جریانی به رهبری محمد مصدق در جلوگیری از اعطای امتیاز نفت شمال به دولت‌های خارجی به راه افتاد که ارسنجانی در روزنامه خود به حمایت از آن پرداخت و مقالاتی در مخالفت با اقدامات دولت برای اعطای امتیاز نفت نوشت که به اعتراض سفارت انگلیس انجامید و باعث شد روزنامه‌اش به دستور فرمانداری نظامی تهران مدتی توقیف شود.
در بهمن ۱۳۲۴ ارسنجانی همراه با ملک‌الشعراء بهار، مورخ‌الدوله سپهر، محمود محمود، ابوالقاسم امینی، محمدرضا آشتیانی‌زاده و چند تن دیگر حزب آزادی را تأسیس کرد و مأمور راه انداختن تشکیلات حزب در اصفهان شد. اما این حزب در کارش موفق نبود و در هشتم تیر ۱۳۲۵ که قوام‌السلطنه نخست‌وزیر وقت حزب دموکرات ایران را تآسیس کرد، اعضای حزب آزادی به حزب دموکرات پیوستند.

## همراهی با قوام‌السلطنه
ارسنجانی یکی از مشاوران نزدیک قوام شد. او احمد قوام را در عالم سیاست به عنوان رهبر و راهنمای خود انتخاب کرد و دربارهٔ این انتخاب به دوستان خود گفته بود. «آنچه را که من در قوام می‌پسندم شخصیت محکم و استوار اوست. قوام در مقابل شاه مانند سایر رجال، دست به شکم نمی‌ایستد».
ارسنجانی مأمور راه‌اندازی تشکیلات حزب دموکرات در گیلان شد و از همین رهگذر، نامزد نمایندگی لاهیجان و لنگرود در انتخابات دوره پانزدهم مجلس شورای ملی شد. خواست که با تکیه به آن حزب تجدیدنظری در معدل سنی نمایندگان مجلس کند و عده‌ای از نسل جوان را در انتخابات دوره پانزدهم به نمایندگی مجلس برساند. اما پس از راهیبای به مجلس در نطق دفاعیه از اعتبارنامه خود سخت به مالکان تاخت. ناصر ذوالفقاری نماینده زنجان و نورالدین امامی نماینده خوی به اعتبارنامه‌اش اعتراض کردند و صلاحیت او را برای نمایندگی زیر سؤال بردند.
ذوالفقاری و امامی با قرائت گزیده‌هایی از مقالات ارسنجانی، بر انتقادهای او از قانون اساسی انگشت گذاشتند، او را که چپگرا و سوسیالیست بود، همکار پیشه‌وری خواندند و متهم به متلون بودن و تغییر موضع‌های پی‌درپی سیاسی کردند. نداشتن معروفیت محلی در لاهیجان و لنگرود و اینکه برای اینکه سن خود را به حد نصاب نمایندگی (سی سال) برساند، شناسنامه‌اش را عوض کرده بود، دو محور دیگر اعتراض به اعتبارنامه ارسنجانی بود که مستقیم با قانون انتخابات ارتباط پیدا می‌کرد.
بحث بر سر اعتبارنامه ارسنجانی چند هفته در طول دو ماه به درازا کشید. علاوه بر نطق‌های مفصل ارسنجانی، ملک‌الشعراء بهار، عباس اسکندری و عبدالرحمان فرامرزی در دفاع از او سخن گفتند. موضوع در مطبوعات بازتاب یافت و شماری از دانشجویان در اعتراض به مخالفان اعتبارنامه خویشی را که به گردن گاو می‌اندازند به مجلس بردند که اشاره‌ای به حرف‌های ارسنجانی بود که ذوالفقاری که از خوانین زنجان بود برای تنبیه رعیت‌هایش خویش به گردن آن‌ها می‌اندازد.
سرانجام در رأی‌گیری به اعتبارنامه در دوازدهم آبان ۱۳۲۶، ۵۴ رأی موافق و ۵۴ رأی مخالف به او داده شد و همین نتیجه هم محور بحث در مجلس شد. سرانجام رئیس مجلس اعلام کرد که چون ۱۱۰ نماینده در مجلس حاضر بوده‌اند، ارسنجانی نتوانسته نصف به اضافه یک رأی موافق کسب کند و در نتیجه اعتبارنامه‌اش رد شد. ارسنجانی به کار روزنامه‌نگاری بازگشت، موفق به گذراندن دکتری حقوق شد و سپس پروانه وکالت دادگستری نیز گرفت و به وکالت مشغول شد.
در زمان نخست‌وزیری رزم‌آرا، ارسنجانی از مشاوران او شد و برای حل مسئله اراضی، از طریق فروش اراضی خالصه به کشاورزان، طرحی عرضه کرد. ارسنجانی در زمان نخست‌وزیری محمد مصدق به مخالفان او نزدیک شد، در فاصله کوتاه بین استعفای مصدق در ۲۷ تیر ۱۳۳۱ و بازگشت دوباره‌اش به قدرت در ۳۰ تیر که قوام‌السلطنه فرمان نخست‌وزیری گرفت، ارسنجانی به معاونت سیاسی و سرپرست انتشارات و تبلیغات نخست‌وزیری منصوب شد.

## اصلاحات ارضی

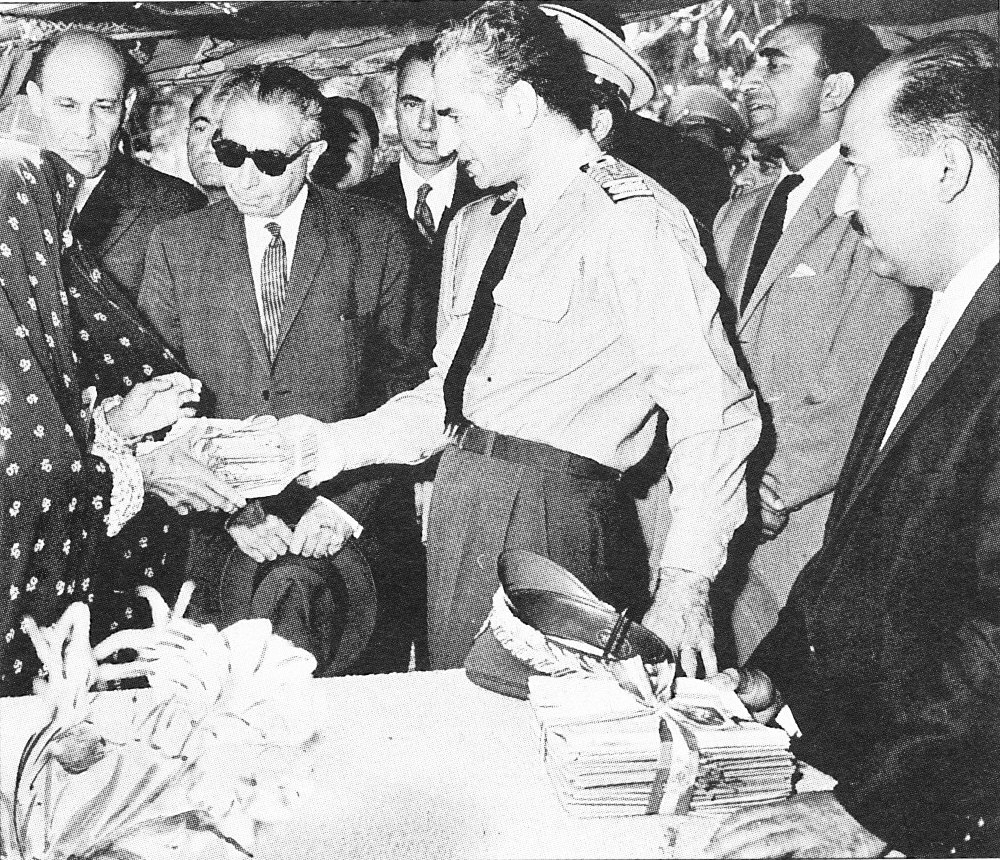
محمدرضا پهلوی در کنار نخست وزیر علی امینی و وزیر کشاورزی حسن ارسنجانی، در آغاز برنامه اصلاحات عرضی، اسناد مالکیت زمین در کرمانشاه را توزیع می‌کنند. افراد از سمت راست: حسن ارسنجانی وزیر کشاورزی، اسدالله علم وزیر دربار، محمدرضا پهلوی، علی امینی نخست وزیر و عبدالحمید حکیمی معاون دائم وزارت کشاورزی.

در سال های 20-1319/41-1940، در مقام یک مامور تعاونی روستایی تعدادی از روستاها را بررسی کرد و در روستاهای دماوند، ساوه و نجف‌آباد شرکت‌های تعاونی تاسیس کرد. پس از کودتای ۲۸ مرداد ۱۳۳۲ ارسنجانی از مدافعان دولت فضل‌الله زاهدی خاصه در موضوع قرارداد کنسرسیوم بود. در این هنگام او از یاران نزدیک وزیر دارایی وقت، علی امینی بود. بعدتر به اتهام مشارکت در کودتای ناموفق ۱۳۳۷ سرلشکر قرنی مدت کوتاهی زندانی شد، اما در سال ۱۳۳۹ با رسیدن علی امینی به مقام نخست‌وزیری به وزارت کشاورزی گماشته شد.
حسن ارسنجانی در غیاب مجلس، مهم‌ترین برنامه وزارت کشاورزی را اصلاحات ارضی قرار داد که به مهم‌ترین برنامه دولت امینی بدل گشت. اصلاحات ارضی از انقلاب مشروطیت به بعد مورد توجه احزاب و گروه‌های سیاسی، از جمله در جنبش جنگل و بعدها در فرقه دمکرات جعفر پیشه‌وری، بود. محمد مصدق نیز در برنامه دولت به بهبود احوال کشاورزان و تضعیف روابط ارباب رعیتی توجه کرد بود. بر چنین زمینه‌ای بود که ارسنجانی با اتکا به مطالعات خود در باب مسئله زمین‌داری، طرح پیشین اصلاحات ارضی مصوب ۱۳۳۸ را تغییراتی داد.
لایحه اصلاحات ارضی با تصویب مجلسین شورای ملی و سنا به قانون بدل و به مرحله اول اصلاحات ارضی مشهور شد. علی امینی مصمم به اجرای اصلاحات در ساختارهای سیاسی و اقتصادی جامعه بود و دستگاه ریاست جمهوری کندی که خواهان اجرای اصلاحات بود، او را حمایت می‌کرد، از همین رو بعضاً اصلاحات مورد نظر کابینه امینی به آمریکا نسبت داده می‌شود.
در اواسط دی ماه ۱۳۴۱ (ژانویه۱۹۶۳)، ارسنجانی با موفقیت کنگره تعاونی‌های روستایی را در تهران برگزار کرد که در آن ۴۷۰۰ نماینده شرکت کردند. او در برگزاری همه پرسی ۶ بهمن ۱۳۴۱ (۲۶ ژانویه ۱۹۶۳) در حمایت از اصلاحات ارضی که در آن دهقانان فعالانه مشارکت کردند، نقش موثری داشت.
با مخالفت و مقاومت شاه، امینی مجبور به استعفا شد. ارسنجانی ابتدا در کابینه اسدالله علم به عنوان وزیر کشاورزی ابقا اما پس از مدت کوتاهی از کار برکنار شد. سمت بعدی او از ۱۷ فروردین ۱۳۴۲ تا ۲۶ شهریور ۱۳۴۳ سفیر ایران در ایتالیا بود.
رفتن ارسنجانی ضربه مهمی به اصلاحات ارضی وارد کرد و آن برنامه را از آن تب و تاب اولیه انداخت.

## درگذشت
ارسنجانی در ایتالیا ازدواج کرد و صاحب فرزند پسر شد. پس از چندی از همسرش جدا شد. پس از بازگشت به کشور دیگر به برعهده گرفتن مسئولیتهای دولتی فراخوانده نشد و به کار وکالت پرداخت. او در ۱۱ خرداد ۱۳۴۸ براثر سکتهٔ قلبی درگذشت.